# 韓俊
韓 俊（かん しゅん、1963年11月 - ）は、中華人民共和国の官僚・政治家。山東省高青県出身。現中華人民共和国農業農村部長。前吉林省人民政府省長、中国共産党吉林省委員会副書記。中国共産党第18回、第19回全国代表大会代表。

## 経歴
1963年11月、山東省高青県で生まれる。1979年に 山東農業大学農業経済系を卒業。その後は西北農業大学の農業経済系に進学し、農業経済学研究科にて学んだ。1989年5月、西北農業大学の農業経済系における博士課程を修了した。それに伴い、農学博士の学位を取得した。
1989年5月に中華人民共和国国務院農村発展研究中心に就職した。同年12月に中国社会科学院農村発展研究所に転入した。以後、『中国農村経済』雑誌社編集部副主任、主任、副編集長、社長、副所長を歴任した。2001年3月、国務院発展研究中心農村経済研究部部長に昇格。2010年11月、国務院発展研究中心副主任に就任。2014年10月、中央財政経済指導小組弁公室副主任、中央農村工作指導小組弁公室副主任に就任。2018年3月、中華人民共和国農業農村部党組副書記、副部長を兼務。
2020年11月20日、中国共産党中央委員会は韓俊を中国共産党吉林省委員会副書記に任命した。2021年1月、吉林省人民政府省長を兼務。
2023年3月、中国共産党安徽省委員会書記に任命。2024年1月、安徽省人民代表大会常務委員会主任を兼務。
2024年9月13日、全国人民代表大会常務委員会により重大な規律違反の容疑で取り調べを受けて農業農村部長を解任された唐仁健の後任として農業農村部長に起用されたことが新華社通信の報道により明らかにされた。